# Prêmio Lilienfeld
O Prêmio Lilienfeld (em inglês:  Julius Edgar Lilienfeld Prize) da American Physical Society homenageia Julius Edgar Lilienfeld, é concedido anualmente desde 1989. O propósito do prêmio é reconhecer contribuição de destaque à física.

## Laureados
- 1989: David Mermin
- 1990: Michael Berry
- 1991: Daniel Kleppner
- 1992: Alan Guth e Claude Cohen-Tannoudji
- 1993: David Schramm
- 1994: Marvin Cohen
- 1995: Valentine Telegdi
- 1996: Kip Thorne
- 1997: Michael Stanley Turner
- 1998: Douglas James Scalapino
- 1999: Stephen Hawking
- 2000: Robert Birgeneau
- 2001: Lawrence Krauss
- 2002: Não concedido
- 2003: Frank Wilczek
- 2004: H. Jeff Kimble
- 2005: Robert Hamilton Austin
- 2006: Mikhail Shifman
- 2007: Lisa Randall
- 2008: Harry Eugene Stanley
- 2009: Ramamurti Shankar
- 2010: David Campbell e Shlomo Havlin
- 2011: Gerald Gabrielse
- 2012: Gordon Kane
- 2013: Margaret Geller
- 2014: Edward Ott
- 2015: David Awschalom
- 2016: David Pines
- 2017: Martin Rees